# Anastrepha normalis
Anastrepha normalis är en tvåvingeart som beskrevs av Allen L.Norrbom 2002. Anastrepha normalis ingår i släktet Anastrepha och familjen borrflugor. Inga underarter finns listade i Catalogue of Life.